# Хомутов (округ)
Хомутов (чеськ. Okres Chomutov) — адміністративно-територіальна одиниця в Устецькому краї Чеської Республіки. Адміністративний центр — місто Хомутов. Площа округу — 935,30 кв. км., населення становить 124 342 осіб.
До округу входить 44 муніципалітети, з котрих 8 — міста.